# Chiropetalum
Chiropetalum es un género perteneciente a la familia de las euforbiáceas con 23 especies de plantas aceptadas, nativas de México y Sudamérica.

## Taxonomía
El género fue descrito por Adrien-Henri de Jussieu y publicado en Annales des Sciences Naturelles (Paris) 25: 21. 1832. La especie tipo es: Chiropetalum lanceolatum (Cav.) Juss. L

## Especies
- Chiropetalum anisotrichum
- Chiropetalum argentinense
- Chiropetalum astroplethos
- Chiropetalum berterianum

- Lista completa de especies